# Nicolás Fonseca
Nicolás Fonseca (Nápoles, 19 de octubre de 1998) es un futbolista italo-uruguayo. Se desempeña como mediocampista defensivo y su equipo actual es el Club León de la Primera División de México.

## Trayectoria
Hijo del futbolista Daniel Fonseca, jugó en la cantera de la A. C. Milan y luego del Novara F. C. de la Serie C, teniendo en 2018 su debut en primera división. Posteriormente fichó con el C. A. River Plate (Uruguay) en 2021 y pasó al Montevideo Wanderers F. C., ambos de la Primera División de Uruguay.
En agosto de 2023 se acordó su traspaso al C. A. River Plate de Argentina. Su traspaso es a cambio de 2,4 millones de dólares por el 60 % del pase. El jugador continuó en el equipo uruguayo en condición de préstamo hasta diciembre de 2023.
En enero de 2024, se unió a River y viajó a Estados Unidos para afrontar la pretemporada en partidos contra un combinado de jugadores estadounidenses, Club Monterrey y Club Pachuca. El 28 de enero de 2024 debutó oficialmente al ser titular en el cotejo contra Argentinos Juniors por la primera fecha de la Copa de la Liga.
En enero de 2025, Nicolás era presentado como nuevo refuerzo del Club León, llegando por 2 millones de dólares. 

## Selección nacional
En marzo del 2024 fue convocado por Marcelo Bielsa para disputar unos amistosos con la Selección de Uruguay.
Debutó de manera no oficial frente a País Vasco, en lo que fue empate 1-1 en el Estadio de San Mamés.

## Vida Personal
Es hermano de Matías Fonseca, e hijo del exfutbolista Daniel Fonseca.

## Estadísticas

### Clubes
| Club | Div.                | Temporada           | Liga  | Liga  | Liga   | Copas nacionales | Copas nacionales | Copas nacionales | Copas internacionales | Copas internacionales | Copas internacionales | Total | Total | Total  |
| Club | Div.                | Temporada           | Part. | Goles | Asist. | Part.            | Goles            | Asist.           | Part.                 | Goles                 | Asist.                | Part. | Goles | Asist. |
| --- | ------------------- | ------------------- | ----- | ----- | ------ | ---------------- | ---------------- | ---------------- | --------------------- | --------------------- | --------------------- | ----- | ----- | ------ |
| Novara F. C. · Italia |                     |                     |       |       |        |                  |                  |                  |                       |                       |                       |       |       |        |
| 3.ª | 2018-19             | 7                   | 0     | 0     | 2      | 0                | 0                | -                | -                     | -                     | 9                     | 0     | 0     |        |
| 3.ª | 2019-20             | 9                   | 0     | 0     | 2      | 0                | 0                | -                | -                     | -                     | 11                    | 0     | 0     |        |
| Total club | Total club          | 16                  | 0     | 0     | 4      | 0                | 0                | 0                | 0                     | 0                     | 20                    | 0     | 0     |        |
| River Plate de Montevideo · Uruguay |                     |                     |       |       |        |                  |                  |                  |                       |                       |                       |       |       |        |
| 1.ª | 2022                | 2                   | 0     | 0     | -      | -                | -                | 5                | 0                     | 0                     | 7                     | 0     | 0     |        |
| Total club | Total club          | 2                   | 0     | 0     | 0      | 0                | 0                | 5                | 0                     | 0                     | 7                     | 0     | 0     |        |
| Montevideo Wanderers F. C. · Uruguay |                     |                     |       |       |        |                  |                  |                  |                       |                       |                       |       |       |        |
| 1.ª | 2022                | 13                  | 0     | 1     | 2      | 0                | 0                | -                | -                     | -                     | 15                    | 0     | 1     |        |
| 1.ª | 2023                | 33                  | 1     | 3     | 1      | 0                | 0                | -                | -                     | -                     | 34                    | 1     | 3     |        |
| Total club | Total club          | 46                  | 1     | 4     | 3      | 0                | 0                | 0                | 0                     | 0                     | 49                    | 1     | 4     |        |
| C. A. River Plate Argentina |                     |                     |       |       |        |                  |                  |                  |                       |                       |                       |       |       |        |
| 1.ª | 2024                | 8                   | 0     | 0     | 13     | 0                | 0                | 7                | 1                     | 0                     | 28                    | 1     | 0     |        |
| Total club | Total club          | 8                   | 0     | 0     | 13     | 0                | 0                | 7                | 1                     | 0                     | 28                    | 1     | 0     |        |
| Club León · México |                     |                     |       |       |        |                  |                  |                  |                       |                       |                       |       |       |        |
| 1.ª | 2024-25             | 18                  | 0     | 0     | -      | -                | -                | -                | -                     | -                     | 18                    | 0     | 0     |        |
| 1.ª | 2025-26             | 4                   | 0     | 0     | -      | -                | -                | 2                | 0                     | 0                     | 6                     | 0     | 0     |        |
| Total club | Total club          | 22                  | 0     | 0     | 0      | 0                | 0                | 2                | 0                     | 0                     | 24                    | 0     | 0     |        |
| Total en su carrera | Total en su carrera | Total en su carrera | 94    | 1     | 4      | 20               | 0                | 0                | 14                    | 1                     | 0                     | 128   | 2     | 4      |
| (1) Las copas nacionales se refiere a la Copa Italia, la Coppa Italia Serie C, la Copa Uruguay, la Copa Argentina y la Copa de la Liga Profesional. (2) Las copas internacionales se refiere a la Copa Libertadores, la Copa Sudamericana, la Liga de Campeones de la Concacaf y la Leagues Cup. (3) Media de goles por encuentro. No incluye goles en partidos amistosos. |                     |                     |       |       |        |                  |                  |                  |                       |                       |                       |       |       |        |

## Palmarés

### Campeonatos nacionales
| Título              | Equipo            | País      | Año  |
| ------------------- | ----------------- | --------- | ---- |
| Supercopa Argentina | C. A. River Plate | Argentina | 2023 |